# Marsdenia pseudoparsonsia
Marsdenia pseudoparsonsia är en oleanderväxtart som beskrevs av André Guillaumin. Marsdenia pseudoparsonsia ingår i släktet Marsdenia och familjen oleanderväxter. Inga underarter finns listade i Catalogue of Life.